# Cipolletti
Cipolletti est une ville d'Argentine qui se trouve dans le département de General Roca, en province de Río Negro. C'est une des villes importantes de la haute vallée du Río Negro ; elle est située sur la rive gauche du río Neuquén, juste avant son confluent avec le río Limay, et la formation du fleuve río Negro.

## Situation
Ses coordonnées géographiques sont 38° 57′ de latitude sud, et 67° 59′ de longitude ouest.
Cipolletti se trouve peu en amont de la ville de General Roca. De l'aure côté du Río Neuquén, se trouve la ville de Neuquén, capitale de la province de Neuquén, à laquelle elle est reliée par un pont rail/route.
La ville de Cipolletti se trouve sur le trajet de la route nationale 22.

## Toponymie
La ville a reçu son nom en honneur de l'ingénieur italien César Cipolletti, qui avait réalisé des études sur les ressources en eau de la région de la Haute Vallée du río Negro.

## Histoire
Le premier établissement que les Argentins construisirent ici, sous le commandement du général Lorenzo Vintter, fut le Fortín Confluencia, en 1881. La ville fut fondée le 3 octobre 1903 par le colonel Fernández Oro. Son premier nom fut Colonia Lucinda, mais en 1909 on lui donna son nom actuel.

## Population
La ville comptait 75078 habitants en 2001, soit une hausse de 10,1 % par rapport aux 68.348 de 1991. La ville est ainsi la 3e localité parmi les plus importantes de la province.
Mais en réalité, la ville fait partie de l'agglomération Neuquén - Plottier - Cipolletti, la plus grande de Patagonie argentine et la 14e du pays.

Carte de l'agglomération Neuquén - Plottier - Cipolletti